# Heinäluoto (ö i Södra Savolax, S:t Michel, lat 62,07, long 26,45)
Heinäluoto är en ö i Finland. Den ligger i sjön Synsiä och i kommunen Kangasniemi i den ekonomiska regionen  S:t Michel och landskapet Södra Savolax, i den södra delen av landet, 220 km norr om huvudstaden Helsingfors. Öns area är 0,5 hektar och dess största längd är 180 meter i nord-sydlig riktning.